# 丝灰藓属
丝灰藓属（学名：Giraldiella）为锦藓科的一个属。

## 物种
本属包括以下物种：
- 丝灰藓 Giraldiella levieri C.Müller, 1898